# 巴布狄倫：搖滾詩人
《巴布狄倫：搖滾詩人》（英語：A Complete Unknown）是2024年上映的美国传记歌舞劇情片，改编自伊利亚·沃尔德2015年出版的纪实文学《迪伦要插电！》，重现鲍勃·迪伦插电争议的始末。电影由詹姆斯·曼高德执导，曼高德与杰伊·考克斯编剧，提摩西·夏勒梅、爱德华·诺顿、艾丽·范宁和莫妮卡·巴巴羅主演。
电影定于2024年12月25日圣诞节在美国上映，由探照灯影业发行。這部電影獲得影評界正面為主的評價，提摩西·夏勒梅的演出表現、電影配樂尤其獲得讚揚。美國電影學會和美國國家影評委員會將該片評為2024年十大電影之一，並頒發美國國家影評委員會最佳女配角獎。本片還入圍第82屆金球獎的最佳劇情片獎，夏勒梅和諾頓也分別入圍該屆金球獎的最佳男主角獎和最佳男配角獎。

## 剧情
1961年，鲍勃·迪伦（Bob Dylan）抵达纽约市，其主要目的是拜访其音乐偶像伍迪·格斯里（Woody Guthrie）。当时，格斯里因亨廷顿舞蹈症已处于病危状态。迪伦在医院中与格斯里及其密友皮特·西格（Pete Seeger）会面，并为格斯里演唱了一首原创歌曲，此举给两位民谣音乐家留下了深刻印象。之后，西格邀请迪伦暂住其家，并逐步将其引荐给纽约市的民谣音乐圈。
在琼·贝兹（Joan Baez）的一次演出之后，西格在一场有行业高管及经纪人阿尔伯特·格罗斯曼（Albert Grossman）出席的开放麦（open mic）活动中介绍了迪伦。迪伦与贝兹进行了互动，其表演获得了在场观众的肯定，促使格罗斯曼当即决定签约迪伦。迪伦随后开始筹备其首张专辑，但其唱片公司要求专辑内容以翻唱歌曲为主。该专辑发行后销量不佳，令迪伦感到沮丧。
迪伦在一场音乐会上结识了苏菲·罗素（Sylvie Russo），并以其独特的观点及所讲述的在马戏团工作的经历吸引了对方。二人随后发展为情侣关系，迪伦亦迁入苏菲的公寓。在苏菲因学校安排前往欧洲进行长期旅行之前，她与迪伦因其疏离的性格及刻意隐瞒个人背景等问题发生争执。尽管如此，苏菲仍鼓励迪伦坚持创作并争取录制其原创音乐。在苏菲旅欧期间，迪伦利用当时美国政治及社会动荡的背景，通过创作具有社会意识的歌曲，逐渐积累了听众基础。这一发展引起了贝兹的注意，二人随后展开了恋情与艺术上的合作。苏菲对迪伦与贝兹之间密切的职业关系产生怀疑，至1965年，迪伦与苏菲的关系宣告结束。
尽管已获得广泛声誉，迪伦认为自己在艺术创作上仍未获得充分自由，并感到受制于唱片行业及民谣音乐社群的既定期望。其后，他与贝兹的一次巡回演出因迪伦的个人表现以及双方在曲目选择上的分歧（贝兹坚持演唱迪伦的流行歌曲而非其新创作的作品）而引发激烈争执，最终导致迪伦在演出中途离场。
迪伦对突破既有音乐模式的渴望促使其开始尝试电吉他及摇滚乐器，这一转变在当时偏好简约原声编曲的民谣音乐界引发了广泛争议。迪伦组建了自己的乐队，并开始录制专辑《重访61号公路》（Highway 61 Revisited）。迪伦的这一新音乐方向，引起了纽波特民谣音乐节（Newport Folk Festival）筹备委员会的关注和担忧。该委员会已邀请迪伦作为1965年音乐节的压轴表演嘉宾，但担心他会在此重要场合首次公开其备受争议的新音乐风格。
迪伦邀请苏菲一同前往纽波特音乐节，希望借此机会修复二人关系。苏菲接受了邀请，但在观看迪伦与贝兹合唱歌曲《不是我，宝贝》（It Ain't Me Babe）后，她意识到自己无法适应这段三角关系，感到不安并决定离开。迪伦骑乘其“凯旋”（Triumph）牌摩托车追至苏菲即将离岛的码头，但未能说服她留下，两人在分享了最后一支香烟后告别。音乐节委员会方面试图劝说迪伦放弃电声表演，皮特·西格更是以其毕生事业声誉恳求迪伦，希望他顾全大局。然而，当时略有醉意的约翰尼·卡什（Johnny Cash）则鼓励迪伦坚持其电声演出计划。迪伦最终按原计划进行了电声表演，现场观众反应极为负面，对乐队报以嘘声、辱骂甚至投掷物品。包括西格在内的委员会成员试图切断音响，但遭到了格罗斯曼及皮特的妻子托西（Toshi）的阻止。演出结束后，西格及音乐节组织方要求迪伦加演一首民谣歌曲，迪伦起初表示拒绝，但在卡什主动为其递上原声吉他后，他最终同意加演。
次日清晨，在迪伦离开纽波特之际，贝兹找到他并表示，他“赢了”，意指他最终获得了摆脱他人期望的自由。迪伦最后一次探望了格斯里，在聆听了一张伍迪·格斯里的歌曲唱片后，骑摩托车离开了该地。

## 演员
- 提摩西·夏勒梅 饰 鲍勃·迪伦
- 爱德华·诺顿 饰 皮特·西格
- 艾丽·范宁 饰 西尔维·罗素
- 莫妮卡·巴巴羅 饰 琼·贝兹
- 波伊德·霍布魯克 饰 約翰尼·卡什
- 丹·富勒 饰 阿尔伯特·格罗斯曼
- 諾伯特·李奧·巴茨 饰 阿伦·罗马克斯
- 史考特·麥奈利 饰 伍迪·蓋瑟瑞
- P·J·拜恩 饰 哈罗德·利文撒尔（英语：Harold Leventhal）
- 威尔·哈里森（英语：Will Harrison (actor)） 饰 鲍勃·纽沃斯（英语：Bob Neuwirth）
- 初音映莉子 饰 敏·西格（英语：Toshi Seeger）[9]
- 查理·特翰 饰 阿尔·库珀（英语：Al Kooper）[9]
- 莱恩·哈里斯·布朗（Ryan Harris Brown） 饰 马克·斯波尔斯特拉（英语：Mark Spoelstra）[9]
- 伊莱·布朗（英语：Eli Brown） 饰 麥克·布倫菲爾德（英语：Mike Bloomfield）
- 尼克·普波（Nick Pupo） 饰 彼得·雅羅（英语：Peter Yarrow）
- 比格·比尔·莫根菲尔德（英语：Big Bill Morganfield） 饰 傑西·莫菲特（Jesse Moffette）
- 劳拉·卡里乌基（Laura Kariuki） 饰 梅维斯·斯台普斯（英语：Mavis Staples）
- 斯蒂芬·卡特·卡尔森（Stephen Carter Carlsen） 饰 保罗·斯图基（英语：Paul Stookey）
- 埃里克·贝里曼（Eric Berryman） 饰 湯姆·威爾森（英语：Tom Wilson (record producer)）
- 大衛·阿蘭·巴斯凱 饰 約翰·亨利·哈蒙（英语：John Henry Hammond）
- 乔·蒂皮特（英语：Joe Tippett） 饰 戴维·范洛克
- 詹姆斯·奥斯汀·约翰逊（英语：James Austin Johnson） 饰 格德斯·M·C（Gerdes M.C.）
- 凯莉·卡特（英语：Kayli Carter） 饰 玛丽亚·穆道尔（英语：Maria Muldaur）
- 莎拉·金（Sarah King） 饰 芭芭拉·丹（英语：Barbara Dane）[10]
- 阿莱娜·苏格纳（Alaina Surgener）饰 吉娜·鲁索（Gena Russo）[11]
- 迈克尔·切尔努斯（英语：Michael Chernus） 饰 西奧多·拜克爾（英语：Theodore Bikel）
- 威尔·普莱斯（Will Price） 饰 喬·博伊德（英语：Joe Boyd）

## 制作

### 前期制作
2020年1月，消息指詹姆斯·曼高德将担任鲍勃·迪伦传记片的导演兼编剧，聚焦迪伦转用电乐器所产生的争议，由提摩西·夏勒梅扮演迪伦。同年10月，摄影指导芬顿·帕帕迈可称当时蔓延全球的2019冠状病毒病疫情给项目蒙上阴影。尽管如此，夏勒梅还是在疫情期间深入研究迪伦，并到纽约参观迪伦旧居，向导演科恩兄弟寻求建议。曼高德就影片会见了迪伦本人，事后表示迪伦会给剧本添加注释，并向夏勒梅提供参考意见。在2023年10月的采访中，夏勒梅表示自己与奥斯汀·巴特勒在电影《貓王艾維斯》（2022年）中的声乐及体态训练团队合作。
2022年11月，夏勒梅表示自己仍期待这部电影，正积极准备；彼时项目在停滞一段时间后重获进展。2023年2月，电影正式定名《完全未知》，另有消息指曼高德将在完成《印第安納瓊斯：命運輪盤》后投入本片制作。2023年4月，莫妮卡·巴巴羅就扮演琼·贝兹的事宜进入最后谈判。同年5月，艾丽·范宁宣布出演西尔维·罗素（Sylvie Russo），该角色原型为苏西·罗托洛；导演曼高德宣布班奈狄克·康柏拜區将扮演皮特·西格；巴巴罗确认扮演贝兹，并开始学习声乐和吉他，以作准备。同年7月，曼高德表示电影不是严格意义上的鲍勃·迪伦传记片，而是继承了勞勃·阿特曼作品风格的群戲；波伊德·霍布魯克和尼克·奧佛曼加盟剧组。同年10月，P·J·拜恩加盟剧组。2024年1月，消息指爱德华·诺顿取代行程冲突退出的班奈狄克·康柏拜區，扮演皮特·西格。其他演员于2024年3月公布。

### 拍摄
2023年4月，曼高德表示纽约和蒙特利尔部分的主体拍摄有望在8月启动。受2023年美国演员工会大罢工影响，预期开机时间推迟到7月。至2024年初，消息指开机时间定在2024年3月下旬，在新泽西州取景，其中设置在纽约的场景在泽西市取景。最终剧组于3月16日开机，6月下旬杀青。

## 发行
先导预告片于2024年7月发布。电影于2024年12月25日圣诞节在美国上映。